# Karl-Heinz Schnellinger
Karl-Heinz Schnellinger (ur. 31 marca 1939 w Düren, zm. 20 maja 2024 w Mediolanie) – były niemiecki piłkarz występujący na pozycji środkowego obrońcy, reprezentant kraju.

## Kariera
Karl-Heinz Schnellinger karierę piłkarską rozpoczął w 1956 roku w swoim rodzinnym mieście Düren, w amatorskim klubie SG Düren 99, w którym grał do 1958 roku. Wkrótce talent Schnellingera zauważyli działacze klubu Oberligi zachodniej FC Köln, do którego wkrótce przeszedł i grał do 1963 roku. Zdobył z tym klubem mistrzostwo (1962) oraz dwukrotne wicemistrzostwo Niemiec (1960, 1963). W 1962 roku został wybrany piłkarzem roku w Niemczech oraz zajął 3. miejsce w plebiscycie Złotej Piłki.
Następnie wyjechał do Włoch, zostając tym samym pierwszym niemieckim piłkarzem grającym za granicą. Reprezentował barwy najpierw AC Mantovy (1963–1964) i AS Romy (1964–1965), potem w latach 1965–1974 AC Milanu, w którym rozegrał 320 meczów, w których zdobył 2 gole oraz odnosił największe sukcesy w karierze piłkarskiej: mistrzostwo (1968), trzykrotne wicemistrzostwo Włoch (1971–1973), 3. miejsce w Serie A w sezonie 1968/1969, trzykrotnie Puchar Włoch (1967, 1972, 1973), dwukrotnie finał Pucharu Włoch (1968, 1971), Puchar Europy (1969), dwukrotnie Puchar Zdobywców Pucharów (1968, 1973), finał rozgrywek w sezonie 1973/1974 oraz Puchar Interkontynentalny 1969. Od sezonu 1971/1972 po zakończeniu kariery przez Giovanniego Trapattoniego został zastępcą kapitana drużyny Rossonerich, Gianniego Rivery. W 1963 i 1967 roku został wybrany do FIFA XI. W 2009 roku został wybrany do Galerii Sławy klubu.
W sezonie 1974/1975 reprezentował beniaminka Bundesligi Tennisa Borussii Berlin, w barwach którego 24 sierpnia 1974 roku w przegranym 5:0 meczu wyjazdowym z Eintrachtem Brunszwik zadebiutował w Bundeslidze (rozgrywki utworzono w 1963 roku), a 28 lutego 1975 roku w przegranym 4:0 meczu wyjazdowym z Hamburgerem SV rozegrał swój ostatni mecz w karierze. Po sezonie 1974/1975, w którym klub zajął przedostatnie 17. miejsce powodujący spadek do 2. Bundesligi, Karl-Heinz Schnellinger zakończył karierę piłkarską.

## Kariera reprezentacyjna
Karl-Heinz Schnellinger w reprezentacji RFN zadebiutował 2 kwietnia 1958 roku na Stadionie Strahov w Pradze w przegranym 3:2 meczu towarzyskim z reprezentacją Czechosłowacji. Uczestniczył na czterech mistrzostwach świata (1958, 1962 – drużyna gwiazd, 1966 – wicemistrzostwo, 1970 – 3. miejsce), na których rozegrał 17 meczów oraz zdobył 1 gola, 17 czerwca 1970 roku na Estadio Azteca w Meksyku w 90. minucie półfinałowego meczu z reprezentacją Włoch na 3:3 (był to jedyny Schnellingera w drużynie narodowej), jednak ostatecznie mecz zakończył się zwycięstwem drużyny Azzurrich 4:3 po dogrywce po golu kolegi Schnellingera z AC Milanu, Gianniego Rivery.
Ostatni mecz w reprezentacji RFN rozegrał 17 lutego 1971 roku na Stadiumi Kombëtar „Qemal Stafa” w Tiranie w wygranym 1:0 meczu eliminacyjnym mistrzostw Europy 1972 z reprezentacją Albanii.
Łącznie w latach 1958–1971 w reprezentacji RFN rozegrał 47 meczów, w których zdobył 1 gola.

## Statystyki

### Klubowe
| Klub                   | Sezon     | Liga       | Liga  | Liga | Puchar krajowy | Puchar krajowy | UEFA  | UEFA | Inne  | Inne | Łącznie | Łącznie |
| Klub                   | Sezon     | Liga       | Mecze | Gole | Mecze          | Gole           | Mecze | Gole | Mecze | Gole | Mecze   | Gole    |
| ---------------------- | --------- | ---------- | ----- | ---- | -------------- | -------------- | ----- | ---- | ----- | ---- | ------- | ------- |
| FC Köln                | 1958/1959 | Oberliga   | 25    | 0    | —              | —              | —     | —    | —     | —    | 25      | 0       |
| FC Köln                | 1959/1960 | Oberliga   | 35    | 1    | —              | —              | —     | —    | —     | —    | 35      | 1       |
| FC Köln                | 1960/1961 | Oberliga   | 34    | 0    | 2              | 0              | —     | —    | —     | —    | 36      | 0       |
| FC Köln                | 1961/1962 | Oberliga   | 34    | 5    | 1              | 0              | 3     | 0    | —     | —    | 38      | 5       |
| FC Köln                | 1962/1963 | Oberliga   | 33    | 3    | —              | —              | 1     | 0    | —     | —    | 34      | 3       |
| Łącznie                | Łącznie   | Łącznie    | 161   | 9    | 3              | 0              | 4     | 0    | —     | —    | 168     | 9       |
| AC Mantova             | 1963/1964 | Serie A    | 33    | 1    | 1              | 0              | —     | —    | —     | —    | 34      | 1       |
| Łącznie                | Łącznie   | Łącznie    | 33    | 1    | 1              | 0              | —     | —    | —     | —    | 34      | 1       |
| AS Roma                | 1964/1965 | Serie A    | 29    | 1    | 4              | 0              | 5     | 1    | —     | —    | 38      | 2       |
| Łącznie                | Łącznie   | Łącznie    | 29    | 1    | 4              | 0              | 5     | 1    | —     | —    | 38      | 2       |
| AC Milan               | 1965/1966 | Serie A    | 25    | 0    | 0              | 0              | 5     | 0    | —     | —    | 30      | 0       |
| AC Milan               | 1966/1967 | Serie A    | 28    | 0    | 5              | 1              | —     | —    | —     | —    | 33      | 1       |
| AC Milan               | 1967/1968 | Serie A    | 27    | 0    | 9              | 1              | 10    | 0    | —     | —    | 46      | 1       |
| AC Milan               | 1968/1969 | Serie A    | 20    | 0    | 1              | 0              | 7     | 0    | —     | —    | 28      | 0       |
| AC Milan               | 1969/1970 | Serie A    | 26    | 0    | 3              | 0              | 4     | 0    | 2     | 0    | 35      | 0       |
| AC Milan               | 1970/1971 | Serie A    | 29    | 0    | 12             | 0              | —     | —    | —     | —    | 41      | 0       |
| AC Milan               | 1971/1972 | Serie A    | 26    | 0    | 6              | 0              | 9     | 0    | —     | —    | 41      | 0       |
| AC Milan               | 1972/1973 | Serie A    | 28    | 0    | 6              | 0              | 7     | 0    | —     | —    | 41      | 0       |
| AC Milan               | 1973/1974 | Serie A    | 13    | 0    | 3              | 0              | 7     | 0    | 2     | 0    | 25      | 0       |
| Łącznie                | Łącznie   | Łącznie    | 222   | 0    | 45             | 2              | 49    | 0    | 4     | 0    | 320     | 2       |
| Tennis Borussia Berlin | 1974/1975 | Bundesliga | 19    | 0    | 3              | 0              | —     | —    | —     | —    | 22      | 0       |
| Łącznie                | Łącznie   | Łącznie    | 19    | 0    | 3              | 0              | —     | —    | —     | —    | 22      | 0       |
| Łącznie                | Łącznie   | Łącznie    | 464   | 11   | 56             | 2              | 58    | 1    | 4     | 0    | 582     | 14      |

### Reprezentacyjne
| Reprezentacja | Rok     | Mecze | Gole |
| ------------- | ------- | ----- | ---- |
| RFN           | 1958    | 6     | 0    |
| RFN           | 1959    | 2     | 0    |
| RFN           | 1960    | 6     | 0    |
| RFN           | 1961    | 4     | 0    |
| RFN           | 1962    | 8     | 0    |
| RFN           | 1963    | 1     | 0    |
| RFN           | 1964    | 1     | 0    |
| RFN           | 1965    | 1     | 0    |
| RFN           | 1966    | 8     | 0    |
| RFN           | 1967    | 0     | 0    |
| RFN           | 1968    | 0     | 0    |
| RFN           | 1969    | 1     | 0    |
| RFN           | 1970    | 8     | 1    |
| RFN           | 1971    | 1     | 0    |
| Łącznie       | Łącznie | 47    | 1    |

### Mecze w reprezentacji
| Mecze i gole w reprezentacji | Mecze i gole w reprezentacji | Mecze i gole w reprezentacji                 | Mecze i gole w reprezentacji  | Mecze i gole w reprezentacji | Mecze i gole w reprezentacji | Mecze i gole w reprezentacji | Mecze i gole w reprezentacji |
| Lp.                          | Data                         | Stadion                                      | Przeciwnik                    | Gol                          | Wynik                        | Rozgrywki                    | Uwagi                        |
| RFN                          | RFN                          | RFN                                          | RFN                           | RFN                          | RFN                          | RFN                          | RFN                          |
| ---------------------------- | ---------------------------- | -------------------------------------------- | ----------------------------- | ---------------------------- | ---------------------------- | ---------------------------- | ---------------------------- |
| 1.                           | 02.04.1958                   | Stadion Strahov, Praga                       | Czechosłowacja                |                              | 2:3                          | Mecz towarzyski              |                              |
| 2.                           | 11.06.1958                   | Olympia, Helsingborg                         | Czechosłowacja                |                              | 2:2                          | Mundial 1958                 |                              |
| 3.                           | 28.06.1958                   | Ullevi, Göteborg                             | Francja                       |                              | 3:6                          | Mundial 1958                 |                              |
| 4.                           | 19.11.1958                   | Stadion Olimpijski, Berlin Zachodni          | Austria                       |                              | 2:2                          | Mecz towarzyski              |                              |
| 5.                           | 21.12.1958                   | Rosenaustadion, Augsburg                     | Bułgaria                      |                              | 3:0                          | Mecz towarzyski              |                              |
| 6.                           | 28.12.1958                   | Stadion Księcia Farouka                      | Zjednoczona Republika Arabska |                              | 2:1                          | Mecz towarzyski              |                              |
| 7.                           | 06.05.1959                   | Hampden Park, Glasgow                        | Szkocja                       |                              | 2:3                          | Mecz towarzyski              |                              |
| 8.                           | 20.12.1959                   | Niedersachsenstadion, Hanower                | Jugosławia                    |                              | 1:1                          | Mecz towarzyski              |                              |
| 9.                           | 23.03.1960                   | Neckarstadion, Stuttgart                     | Chile                         |                              | 2:1                          | Mecz towarzyski              |                              |
| 10.                          | 27.04.1960                   | Südweststadion, Ludwigshafen am Rhein        | Portugalia                    |                              | 2:1                          | Mecz towarzyski              |                              |
| 11.                          | 03.08.1960                   | Laugardalsvöllur, Reykjavík                  | Islandia                      |                              | 5:0                          | Mecz towarzyski              |                              |
| 12.                          | 26.10.1960                   | Windsor Park, Belfast                        | Irlandia Północna             |                              | 4:3                          | El. Mundialu 1962            |                              |
| 13.                          | 20.11.1960                   | Leoforos Alexandras Stadium, Ateny           | Grecja                        |                              | 3:0                          | El. Mundialu 1962            |                              |
| 14.                          | 23.11.1960                   | Stadion Narodowy im. Wasiła Lewskiego, Sofia | Bułgaria                      |                              | 1:2                          | Mecz towarzyski              |                              |
| 15.                          | 08.03.1961                   | Waldstadion, Frankfurt nad Menem             | Belgia                        |                              | 1:0                          | Mecz towarzyski              | do 18'                       |
| 16.                          | 10.05.1961                   | Stadion Olimpijski, Berlin Zachodni          | Irlandia Północna             |                              | 2:1                          | El. Mundialu 1962            |                              |
| 17.                          | 20.09.1961                   | Rheinstadion, Düsseldorf                     | Dania                         |                              | 5:1                          | Mecz towarzyski              |                              |
| 18.                          | 22.10.1961                   | Rosenaustadion, Augsburg                     | Grecja                        |                              | 2:1                          | El. Mundialu 1962            |                              |
| 19.                          | 11.04.1962                   | Volksparkstadion, Hamburg                    | Urugwaj                       |                              | 3:0                          | Mecz towarzyski              |                              |
| 20.                          | 31.05.1962                   | Estadio Nacional de Chile, Santiago          | Włochy                        |                              | 0:0                          | Mundial 1962                 |                              |
| 21.                          | 03.06.1962                   | Estadio Nacional de Chile, Santiago          | Szwajcaria                    |                              | 2:1                          | Mundial 1962                 |                              |
| 22.                          | 06.06.1962                   | Estadio Nacional de Chile, Santiago          | Chile                         |                              | 2:0                          | Mundial 1962                 |                              |
| 23.                          | 10.06.1962                   | Estadio Nacional de Chile, Santiago          | Jugosławia                    |                              | 1:0                          | Mundial 1962                 |                              |
| 24.                          | 30.09.1962                   | Stadion Maksimir, Zagrzeb                    | Jugosławia                    |                              | 3:2                          | Mecz towarzyski              |                              |
| 25.                          | 24.10.1962                   | Neckarstadion, Stuttgart                     | Francja                       |                              | 2:2                          | Mecz towarzyski              |                              |
| 26.                          | 23.12.1962                   | Wildparkstadion, Karlsruhe                   | Szwajcaria                    |                              | 5:1                          | Mecz towarzyski              |                              |
| 27.                          | 05.05.1963                   | Volksparkstadion, Hamburg                    | Brazylia                      |                              | 1:2                          | Mecz towarzyski              |                              |
| 28.                          | 04.11.1964                   | Stadion Olimpijski, Berlin Zachodni          | Szwecja                       |                              | 1:1                          | El. Mundialu 1966            |                              |
| 29.                          | 26.09.1965                   | Råsundastadion, Solna                        | Szwecja                       |                              | 2:1                          | El. Mundialu 1966            |                              |
| 30.                          | 01.06.1966                   | Südweststadion, Ludwigshafen am Rhein        | Rumunia                       |                              | 1:0                          | Mecz towarzyski              |                              |
| 31.                          | 23.06.1966                   | Niedersachsenstadion, Hanower                | Jugosławia                    |                              | 2:0                          | Mecz towarzyski              |                              |
| 32.                          | 12.07.1966                   | Hillsborough Stadium, Sheffield              | Szwajcaria                    |                              | 5:0                          | Mundial 1966                 |                              |
| 33.                          | 16.07.1966                   | Villa Park, Birmingham                       | Argentyna                     |                              | 0:0                          | Mundial 1966                 |                              |
| 34.                          | 20.07.1966                   | Villa Park, Birmingham                       | Hiszpania                     |                              | 2:1                          | Mundial 1966                 |                              |
| 35.                          | 23.07.1966                   | Hillsborough Stadium, Sheffield              | Urugwaj                       |                              | 4:0                          | Mundial 1966                 |                              |
| 36.                          | 25.07.1966                   | Goodison Park, Liverpool                     | ZSRR                          |                              | 2:1                          | Mundial 1966                 |                              |
| 37.                          | 30.07.1966                   | Stadion Wembley, Londyn                      | Anglia                        |                              | 4:2                          | Mundial 1966                 |                              |
| 38.                          | 16.04.1969                   | Hampden Park, Glasgow                        | Szkocja                       |                              | 1:1                          | El. Mundialu 1970            |                              |
| 39.                          | 11.02.1970                   | Estadio Ramón Sánchez Pizjuán, Sewilla       | Hiszpania                     |                              | 0:2                          | Mecz towarzyski              |                              |
| 40.                          | 08.04.1970                   | Neckarstadion, Stuttgart                     | Rumunia                       |                              | 1:1                          | Mecz towarzyski              |                              |
| 41.                          | 13.05.1970                   | Niedersachsenstadion, Hanower                | Jugosławia                    |                              | 1:0                          | Mecz towarzyski              |                              |
| 42.                          | 07.06.1970                   | Estadio León, León                           | Bułgaria                      |                              | 5:2                          | Mundial 1970                 |                              |
| 43.                          | 10.06.1970                   | Estadio León, León                           | Peru                          |                              | 3:1                          | Mundial 1970                 |                              |
| 44.                          | 14.06.1970                   | Estadio León, León                           | Anglia                        |                              | 3:2                          | Mundial 1970                 |                              |
| 45.                          | 17.06.1970                   | Estadio Azteca, Meksyk                       | Włochy                        | Gol                          | 3:4                          | Mundial 1970                 |                              |
| 46.                          | 20.06.1970                   | Estadio Azteca, Meksyk                       | Urugwaj                       |                              | 1:0                          | Mundial 1970                 |                              |
| 47.                          | 17.02.1971                   | Stadiumi Kombëtar „Qemal Stafa”, Tirana      | Albania                       |                              | 1:0                          | El. Euro 1972                |                              |

## Sukcesy

### Zawodnicze
FC Köln
- Mistrzostwo Niemiec: 1962
- Wicemistrzostwo Niemiec: 1960, 1963

AC Milan
- Mistrzostwo Włoch: 1968
- Wicemistrzostwo Włoch: 1971, 1972, 1973
- 3. miejsce w Serie A: 1969
- Puchar Włoch: 1967, 1972, 1973
- Finał Pucharu Włoch: 1968, 1971
- Puchar Europy: 1969
- Puchar Zdobywców Pucharów: 1968, 1973
- Finał Pucharu Zdobywców Pucharów: 1974
- Puchar Interkontynentalny: 1969

Reprezentacyjne
- Wicemistrzostwo świata: 1966
- 3. miejsce na mistrzostwach świata: 1970

### Indywidualne
- Piłkarz Roku w Niemczech: 1962
- Złota Piłka: 1962 (3. miejsce)
- Drużyna gwiazd mistrzostw świata: 1962
- FIFA XI: 1963, 1967
- Członek Galerii Sławy AC Milanu: 2009

## Życie prywatne
Karl-Heinz Schnellinger miał żonę Ursulę, z którą miał trzy córki oraz czwórkę wnucząt (dwóch wnuków oraz dwie wnuczki). Po zakończeniu kariery piłkarskiej wrócił do Włoch i osiedlił się na przedmieściach Mediolanu, w gminie Segrate, gdzie prowadził własną działalność biznesową. Zmarł 20 maja 2024 roku w Mediolanie po długiej chorobie.